# Vincent Lecavalier
Vincent Lecavalier (Ile Blizzard, 21 aprile 1980) è un ex hockeista su ghiaccio canadese che ha giocato nel ruolo di centro in National Hockey League. Dalla stagione 1998-1999 fino al 2013 ha giocato per i Tampa Bay Lightning, di cui è stato anche capitano. Nel 2004 ha vinto sia la Stanley Cup che la World Cup of hockey. È stato cover athlete del videogioco NHL 06.

## Palmarès

### Club
- Stanley Cup: 1

 Tampa Bay Lightning: 2004

### Nazionale
- World Cup of Hockey: 1

 Canada: 2004